# Live at Last Tour
Live at Last Tour foi a primeira digressão individual da cantora e compositora americana Anastacia, para promover o seu álbum de estúdio homónimo, Anastacia. Foi uma digressão europeia, que consistiu em oitenta e três actuações. Outros nomes conhecidos para a digressão foram: The Live at Last Tour, Anastacia is back…Live at Last Tour e The Encore Tour.

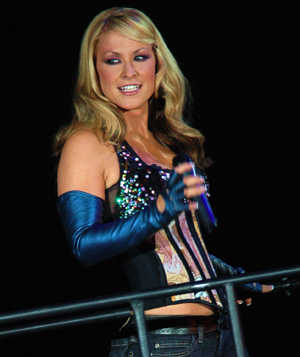
Anastacia durante uma actuação da digressão, na Europa em 2005.

## Programação
- Live at Last (Fall 2004, Spring 2005)

1. Seasons Change
2. "Why'd You Lie to Me"
3. "Sick and Tired"
4. "Secrets"
5. Funk Medley: (contendo excertos de "Sexy M.F.", "Play That Funky Music" e "Underdog")
  1. "Not That Kind"
  2. "Freak Of Nature"
6. "Black Roses"
7. "You'll Never Be Alone"
8. "Heavy on My Heart"
9. "One Day in Your Life" ¹
10. "Welcome to My Truth"
11. "Underground Army" (Vídeo interlúdio)
12. Unplugged Medley:
  1. "Who's Gonna Stop The Rain"
  2. "Overdue Goodbye"
13. "Time" (Vídeo interlúdio)
14. "Left Outside Alone"
15. "I Do"
16. Encore:
  1. "Paid My Dues"
  2. "I'm Outta Love"

¹ Executado como um dueto entre os dois membros audiência
Fonte:
The Encore Tour (Verão de 2005)
1. "Seasons Change"
2. "Why'd You Lie To Me"
3. "Rearview"
4. "Sick And Tired"
5. "Secrets"
6. Funk Medley (contendo excertos de "Sexy M.F.", "Play That Funky Music" e "Underdog")
  1. "Not That Kind"
  2. "Don'tcha Wanna"
  3. "Freak Of Nature"
7. "Black Roses"
8. "You'll Never Be Alone"
9. "Heavy on My Heart"
10. Welcome to My Truth ¹
11. "One Day in Your Life"
12. "Underground Army" (Vídeo interlúdio)
13. Unplugged Medley:
  1. "Who's Gonna Stop The Rain"
  2. "Overdue Goodbye"
  3. "The Saddest Part"
  4. "Everything Burns"
14. "Time" (Vídeo interlúdio))
15. "Left Outside" Alone
16. "I Do" (Vídeo interlúdio)
17. Encore:
  1. "Paid My Dues"
  2. "I'm Outta Love"

¹ Interpretado nos concertos seleccionados
Fonte:

### Datas da digressão
| Live at Last Tour (Fall 2004)                       |                 |                 |                                           |
| 25 de Setembro de 2004                              | Rotterdam       | Países Baixos   | The Ahoy                                  |
| 28 de Setembro de 2004                              | Rotterdam       | Países Baixos   | The Ahoy                                  |
| 30 de Setembro de 2004                              | Frankfurt       | Alemanha        | Festhalle                                 |
| 2 de Outubro de 2004                                | Basel           | Suíça           | St. Jakobshalle                           |
| 4 de Outubro de 2004                                | Stuttgart       | Alemanha        | Hanns-Martin-Schleyer-Halle               |
| 6 de Outubro de 2004                                | Paris           | França          | Le Zénith                                 |
| 8 de Outubro de 2004                                | Antwerp         | Bélgica         | Sportpaleis                               |
| 10 de Outubro de 2004                               | Oberhausen      | Alemanha        | König Pilsener Arena                      |
| 12 de Outubro de 2004                               | Hamburgo        | Alemanha        | Color Line Arena                          |
| 14 de Outubro de 2004                               | Oslo            | Noruega         | Oslo Spektrum                             |
| 16 de Outubro de 2004                               | Gotemburgo      | Suécia          | Scandinavium                              |
| 18 de Outubro de 2004                               | Estocolmo       | Suécia          | Stockholm Globe Arena                     |
| 20 de Outubro de 2004                               | Copenhaga       | Dinamarca       | Forum Copenhagen                          |
| 22 de Outubro de 2004                               | Hanôver         | Alemanha        | Preussag Arena                            |
| 24 de Outubro de 2004                               | Berlim          | Alemanha        | Velodrom                                  |
| 26 de Outubro de 2004                               | Munique         | Alemanha        | Olympiahalle                              |
| 28 de Outubro de 2004                               | Milão           | Itália          | Fila Forum                                |
| 30 de Outubro de 2004                               | Viena           | Áustria         | Wiener Stadthalle                         |
| 1 de Novembro de 2004                               | Cologne         | Alemanha        | Kölnarena                                 |
| 3 de Novembro de 2004                               | Birmingham      | Inglaterra      | National Exhibition Centre                |
| 5 de Novembro de 2004                               | Manchester      | Inglaterra      | Manchester Evening News Arena             |
| 7 de Novembro de 2004                               | Glasgow         | Escócia         | Scottish Exhibition and Conference Centre |
| 9 de Novembro de 2004                               | Belfast         | Irlanda         | Odyssey Arena                             |
| 11 de Novembro de 2004                              | Dublin          | Irlanda         | The Point                                 |
| 14 de Novembro de 2004                              | Londres         | Inglaterra      | Wembley Arena                             |
| 16 de Novembro de 2004                              | Londres         | Inglaterra      | Wembley Arena                             |
| 20 de Novembro 2004                                 | Barcelona       | Espanha         | Pavelló Olímpic de Badalona               |
| 22 de Novembro de 2004                              | Madrid          | Espanha         | Palácio Vistalegre                        |
| 24 de Novembro de 2004                              | Lisboa          | Portugal        | Pavilhão Atlântico                        |
| Anastacia is back...Live at Last Tour (Spring 2005) |                 |                 |                                           |
| Data                                                | Cidade          | País            | Local                                     |
| 4 de Fevereiro de 2005                              | Antwerp         | Bélgica         | Sportpaleis                               |
| 6 de Fevereiro de 2005                              | Geneva          | Suíça           | SEG Geneva Arena                          |
| 7 de Fevereiro de 2005                              | Geneva          | Suíça           | SEG Geneva Arena                          |
| 9 de Fevereiro de 2005                              | Bolonha         | Itália          | PalaMalaguti                              |
| 11 de Fevereiro de 2005                             | Bolzano         | Itália          | Palaonda                                  |
| 13 de Fevereiro de 2005                             | Graz            | Áustria         | Stadthalle Graz                           |
| 15 de Fevereiro de 2005                             | Viena           | Áustria         | Wiener Stadthalle                         |
| 17 de Fevereiro de 2005                             | Budapest        | Hungria         | Budapest Sports Arena                     |
| 19 de Fevereiro de 2005                             | Ljubljana       | Eslovénia       | Hala Tivoli                               |
| 11 de Fevereiro de 2005                             | Prague          | República Checa | T-Mobile Arena                            |
| 13 de Fevereiro de 2005                             | Frankfurt       | Alemanha        | Festhalle                                 |
| 25 de Fevereiro de 2005                             | Roterdão        | Países Baixos   | The Ahoy                                  |
| 26 de Fevereiro de 2005                             | Roterdão        | Países Baixos   | The Ahoy                                  |
| 1 de Março de 2005                                  | Cologne         | Alemanha        | Kölnarena                                 |
| 3 de Março de 2005                                  | Nuremberga      | Alemanha        | Nuremberg Arena                           |
| 5 de Março de 2005                                  | Karlsruhe       | Alemanha        | Europahalle                               |
| 7 de Março de 2005                                  | Brema           | Alemanha        | AWD Dome                                  |
| 10 de Março de 2005                                 | Helsínquia      | Finlândia       | Hartwall Areena                           |
| 11 de Março de 2005                                 | Helsínquia      | Finlândia       | Hartwall Areena                           |
| 14 de Março de 2005                                 | Horsens         | Dinamarca       | Forum Horsens Arena                       |
| 16 de Março de 2005                                 | Dortmund        | Alemanha        | Westfalenhalle                            |
| 18 de Março de 2005                                 | Lípsia          | Alemanha        | Arena Leipzig                             |
| 20 de Março de 2005                                 | Londres         | Inglaterra      | Wembley Arena Pavilion                    |
| 21 de Março de 2005                                 | Londres         | Inglaterra      | Wembley Arena Pavilion                    |
| 24 de Março de 2005                                 | Sheffield       | Inglaterra      | Hallam FM Arena                           |
| 26 de Março de 2005                                 | Manchester      | Inglaterra      | Manchester Evening News Arena             |
| 28 de Março de 2005                                 | Newcastle       | Inglaterra      | Metro Radio Arena                         |
| 30 de Março de 2005                                 | Glasgow         | Escócia         | Scottish Exhibition and Conference Centre |
| 1 de Abril de 2005                                  | Birmingham      | Inglaterra      | National Exhibition Centre                |
| 3 de Abril de 2005                                  | Friedrichshafen | Alemanha        | Messe Friedrichshafen                     |
| 5 de Abril de 2005                                  | Munique         | Alemanha        | Olympiahalle                              |
| 6 de Abril de 2005                                  | Munique         | Alemanha        | Olympiahalle                              |
| The Encore Tour (Summer 2005)                       |                 |                 |                                           |
| Data                                                | Cidade          | País            | Local                                     |
| 29 de Junho de 2005                                 | Salisburgo      | Áustria         | Wals Siezenheim Stadium                   |
| 1 de Julho de 2005                                  | Nuremberga      | Alemanha        | Arena Freigelände am Zeppelinfeld         |
| 3 de Julho de 2005                                  | Wolfsburg       | Alemanha        | Volkswagen Arena                          |
| 6 de Julho de 2005                                  | Frankfurt       | Alemanha        | Hauptwache                                |
| 8 de Julho de 2005                                  | Arnhem          | Países          | Gelredome                                 |
| 10 de Julho de 2005                                 | Koblenz         | Alemanha        | Koblenz Castle                            |
| 12 de Julho de 2005                                 | Mannheim        | Alemanha        | Maimarkthalle                             |
| 14 de Julho de 2005                                 | Warwickshire    | Inglaterra      | Warwick Castle                            |
| 17 de Julho de 2005                                 | Dublin          | Irlanda         | Marlay Park                               |
| 19 de Julho de 2005                                 | Liverpool       | Inglaterra      | Big Top Arena at Clarence Dock            |
| 22 de Julho de 2005                                 | Ischgl          | Áustria         | Silvretta Arena                           |
| 24 de Julho de 2005                                 | Cernobbio       | Itália          | Villa Erba                                |
| 26 de Julho de 2005                                 | Roma            | Itália          | Ippodromo delle Capannelle                |
| 28 de Julho de 2005                                 | Catanzaro       | Itália          | Arena Magna Grecia                        |
| 30 de Julho de 2005                                 | Genoa           | Itália          | Piazza Del Mare                           |
| 1 de Agosto de 2005                                 | Pula            | Croácia         | Pula Arena                                |
| 3 de Agosto de 2005                                 | Nimes           | France          | Arena of Nîmes                            |
| 5 de Agosto de 2005                                 | Monte Carlo     | Mónaco          | Monte Carlo Sporting Club and Casino      |
| 7 de Agosto de 2005                                 | Bratislava      | Eslováquia      | Petrzalka Stadium                         |
| 10 de Agosto de 2005                                | Malmö           | Suécia          | Mollerplatsen                             |
| 12 de Agosto de 2005                                | Bergen          | Noruega         | Koengen                                   |
| 14 de Agosto de 2005                                | Skanderborg     | Dinamarca       | Skanderborg Lake                          |